# Maschinenpistole 28

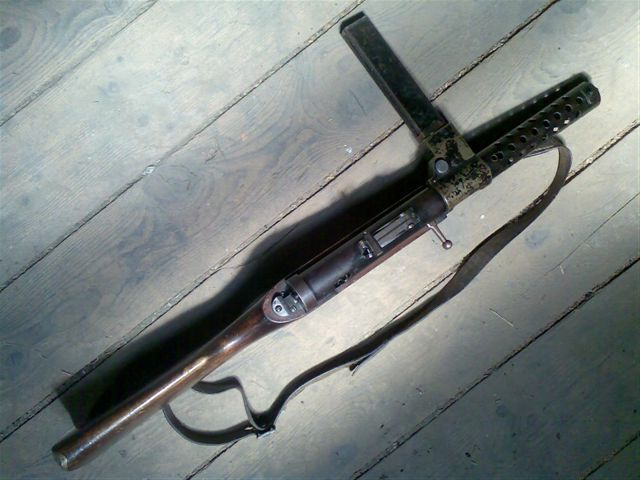
MP28/2

Le pistolet-mitrailleur belge MP 28 est la version améliorée du MP18.

## Technique
Construit en bois (crosse et fût en une seule pièce) et en acier usiné, il se distingue du MP 18 par l'ajout d'un sélecteur de tir (tir en rafale ou coup par coup) ; d'un chargeur rectiligne placé horizontalement à gauche, de 20 ou 32 cartouches ; d'une hausse tangentielle (100–1 000 m). Il fonctionne avec une culasse non calée à percuteur indépendant.
| Munition             | Cadence de tir théorique | Longueur | longueur du canon | Masse à vide | Masse du PM chargé | Chargeur               |
| -------------------- | ------------------------ | -------- | ----------------- | ------------ | ------------------ | ---------------------- |
| 9 × 19 mm Parabellum | 500 coups par minute     | 843 mm   | 269 mm            | 4 kg         | 4,7 kg             | 20/25/32/50 cartouches |

## Fabrications et copies étrangères du MP28
Les Anciens Etablissements Pieper (en) sis à Herstal obtiennent vers 1930 une licence de fabrication et d’exportation pour le MP28/2 de la part de Haenel. En fait l’usine belge se contentait d’assembler les armes produites en Allemagne. Ainsi elle reçoit une commande de 1 000 PM de la préfecture de police de Paris.
De même les armées de la Belgique et des Pays-Bas adoptent la Pieper Mitraillette 1934 qui diffère très légèrement de l’arme allemande (2 cm de moins et 100 g de plus).
Des ateliers chinois la copièrent sans licence pour équiper les milices des nombreux seigneurs de la guerre. Enfin durant la guerre d’Espagne, des usines improvisées fournissent des versions aux Républicains espagnols, versions utilisant certaines pièces en laiton mais surtout en modifiant la forme du levier d’armement et la munition. Les marquages « FAI » que portent les armes livrées aux combattants de la CNT-FAI expliquent son appellation de PM FAI en France. Les orangeraies plantées dans sa région de production indiquent l’origine de son surnom espagnol de « Naranjero ».
| Modele                   | Munition       | Cadence de tir théorique | Longueur | Canon | Masse à vide | Masse du PM chargé | Chargeur      |
| ------------------------ | -------------- | ------------------------ | -------- | ----- | ------------ | ------------------ | ------------- |
| Mitraillette Pieper 1934 | 9mm Parabellum | 500 coups par minute     | 79,5 cm  | 20 cm | 4,1 kg       | 4,8 kg             | 32 cartouches |
| PAM FAI                  | 9mm Largo      | 600 coups par minute     | 80,5 cm  | 20 cm | 4,225 kg     | 4,95 kg            | 36 cartouches |